# Теодорос Варопулос
Теодорос Варопулос (грец. Θεόδωρος Βαρόπουλος; 30 січня 1884, Астакос — 14 червня 1957, Салоніки) — грецький математик, професор Афінського університету.

## Біографія
Народився у бідній родині. Через три дні після його народження помер батько. Фінансову підтримку сім'ї надавав старший брат Ніколаос Цаніо, який працював учителем. Теодорос закінчив початкову школу у Зерваді та середню у Лефкаді. Через проблеми з грошима він переїхав до Афін, де успішно склав вступні іспити до Повітряної академії, проте не зміг оплатити навчання. У 1914 році перевівся на математичний факультет Афінського університету. Заробляв, працюючи в Афінському телеграфі та службовцям в університеті. Серед його викладачів були професори Кіпариссос Стефанос, Георгіос Ремундос, Ніколаос Хатзідакіс. Закінчив виш з відзнакою у 1918 році, у 1919 році здобув ступінь доктора математики.
У 1920 році, здобувши ступінь Еммануїла Бенакіса, Варопулос подався вчитися до Парижа. Розвиваючи теореми Георгіоса Ремундоса, він став направляти свої наукові праці у Французьку академію наук, і за рішенням Паризького університету йому дозволили захистити докторський ступінь без обов'язкового складання державних іспитів. У 1923 році він здобув ступінь доктора філософії, працював до 1925 року, публікуючи свої наукові праці у різних журналах і виступаючи на конференціях. Його високо оцінювали французькі математики, і після повернення до Греції Варопулос продовжував щорічно їздити до Парижа аж до Другої світової війни.
У 1925 році він влаштувався працювати вчителем середньої школи при Афінському коледжі. У 1927 році отримав призначення професором математики у педагогічному училищі, у 1929 році став позаштатним професором математичного аналізу Афінського університету. У 1931 році став ординарним професором математики Салонікійського університету, де і працював надалі. Помер у 1957 році після тривалої хвороби.
У 1920 році Варопулос виступив як запрошений оратор на Міжнародному конгресі математиків у Страсбурзі, у 1924 році — в Торонто. Був членом редакторської ради французького журналу «Bulletin de Sciences Mathématiques» з вересня 1927 року до жовтня 1928 року, редактором журналу Грецького математичного товариства, співпрацював з професором Панагіотисом Зервосом.

## Особисте життя
Варопулос захоплювався французькою поезією, особливо творчістю Поля Верлена, й аматорською фотографією. Його почуття гумору й ексцентричний характер стали основою для безлічі чуток і небилиць. 21 вересня 1939 року він побрався з Алікі Стіні, вченою-фізикінею. У шлюбі народився син Ніколас, який також став математиком.

## Популярність
Варопулос як вчитель математики викладав теореми зрозумілою літературною мовою та розвивав одночасно деякі філософські теорії. Поводячись суворо зі студентами, він допомагав фінансово найбіднішим із них. Зробив свій внесок у розвиток математичного факультету Салонікійського університету. Серед його учнів найвідомішими були Н. Н. Баганас, професор університету Бордо, та Нікос Артеміадіс, професор Американського університету.

## Вибіркові публікації
- Sur la croissance et les zéros d'une classe de fonctions transcendantes // Thèses de l'entre-deux-guerres (numdam.org) : magazine. — 1923. — Vol. vol. 38 (26 mars).. — «; 68 page doctoral dissertation».
- Sur les valeurs exceptionnelles des fonctions algébroïdes et de leurs dérivées // Bulletin de la Société Mathématique de France : magazine. — 1925. — Vol. 53 (26 mars). — P. 23—34. — DOI:10.24033/bsmf.1078.
- Sur les involutions exceptionnelles et les valeurs exceptionnelles des algébroïdes // Bulletin de la Société Mathématique de France : magazine. — 1927. — Vol. 55 (26 mars). — P. 151—162. — DOI:10.24033/bsmf.1118.
- Sur les valeurs exceptionnelles des fonctions dérivées et le théorème de M. Saxer // Acta Mathematica : magazine. — 1928. — Vol. 51, no 1 (26 mars). — P. 23—29. — DOI:10.1007/BF02545659.
- Sur les algébroïdes Liées algébriquement // Rendiconti del Circolo Matematico di Palermo (1884–1940). — 1930. — Т. 54 (26 березня). — С. 463—472. — DOI:10.1007/BF03021209.